# Myair
Myair var ett italienskt lågprisflygbolag baserat i Vicenza. Flygbolaget flög både inrikes och utrikes från Italien. Deras största bas var Milano-Bergamo.

## Historia
Flygbolaget grundades år 2004 och inledde sin trafik den 17 december 2004 med tre Airbus A320-200. De största ägarna är Triskel SRL (51%) och My Holding (23%). Bolaget hade totalt 232 anställda när de meddelade konkurs den 24 juli 2009.

## Flotta
Myairs flotta bestod av följande flygplan (i april 2009):
| Flygplanstyp        | Antal i drift | Antal beställda | Passagerarkapacitet |
| ------------------- | ------------- | --------------- | ------------------- |
| Airbus A320-200     | 3             | 0               | 180                 |
| Boeing 737-300      | 1             | 0               | 142                 |
| Canadair CRJ 900    | 4             | 0               | 90                  |
| Bombardier CRJ 1000 | 0             | 15              | 104                 |